# Tin & Tina
Tin & Tina is een psychologische thriller uit 2023, geregisseerd door Rubin Stein. De film is een bewerking van de gelijknamige korte film uit 2013.

## Verhaal
Lola en Adolfo zijn een jong en pas getrouwd stel dat de baby's verliest die ze verwachtten. Lola verliest ook haar geloof in God en in de hoop het te herstellen, gaat ze met haar man naar een nonnenklooster met weeskinderen. Uiteindelijk adopteren ze Tin en Tina, twee albino broers en zussen van zeven jaar oud, met nogal vreemd gedrag en sterk beïnvloed door de katholieke religie. De macabere spelletjes van de kinderen beginnen Lola te obsederen.

## Rolverdeling
| Acteur                   | Personage       |
| ------------------------ | --------------- |
| Milena Smit              | Lola            |
| Jaime Lorente            | Adolfo          |
| Carlos González Morollón | Tin             |
| Anastasia Russo          | Tina            |
| Teresa Rabal             | zuster Asunción |

## Release
De film ging in première op 23 maart 2023 op het festival FANT in Bilbao en werd op 31 maart 2023 uitgebracht in de Spaanse bioscoop door Filmax.

## Ontvangst
Op Rotten Tomatoes heeft Tin & Tina een waarde van 50% en een gemiddelde score van 6,10/10, gebaseerd op 8 recensies.